# Kabé I
Kabé I est une localité du Cameroun située dans le département du Logone-et-Chari et la Région de l'Extrême-Nord, à la frontière avec le Nigeria. Elle fait partie de la commune de Waza et du canton de Ngamé.

## Population
Lors du recensement de 2005, on y a dénombré 199 habitants.